# Protuberància anular
La protuberància anular (o senzillament protuberància, si ens estem referint al sistema nerviós central; i rarament anomenada pont de Varoli) és la part central del tronc de l'encèfal i és l'eminència de forma quadrilàtera situada entre el bulb raquidi (per sota), el cerebel (per darrere i sobre) i el mesencèfal (per sobre).

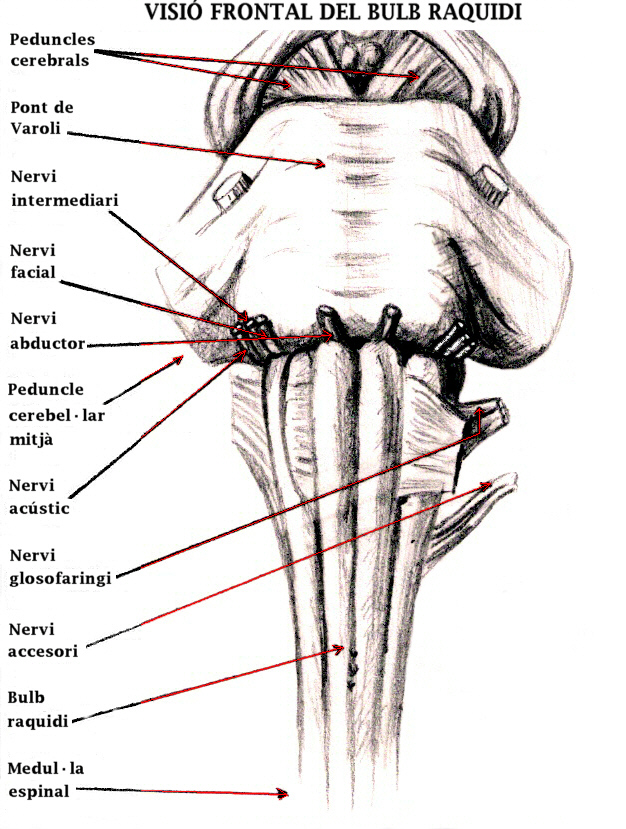
Dibuix frontal de la protuberància i el bulb raquidi

Vista de la protuberància en 3D (vermell)